# Cordyla insons
Cordyla insons är en tvåvingeart som beskrevs av Lastovka och Loïc Matile 1974. Cordyla insons ingår i släktet Cordyla och familjen svampmyggor. Arten är reproducerande i Sverige. Inga underarter finns listade i Catalogue of Life.